# 全日本トラック協会
公益社団法人全日本トラック協会（ぜんにほんトラックきょうかい、英: Japan Trucking Association、略称: 全ト協、JTA）は日本の運送会社で構成されている業界団体である。設立は1948年2月。2012年4月1日、公益社団法人に移行。

## 設立目的
- 全日本トラック協会は以下の活動を目的としている。

1. トラック運送事業の適正な運営、健全な発展の促進
2. 公共の福祉に寄与するための事業の発展
3. 事業者の社会的・経済的地位向上と会員間の連携・協調の緊密化

- 全日本トラック協会の地方組織として全国47都道府県単位に「トラック協会」が設立されている。ただし、北海道トラック協会にはさらに7地区のトラック協会が設立されている（札幌地区、函館地区、室蘭地区、旭川地区、十勝地区、北見地区、釧根（せんこん：釧路総合振興局および根室振興局の地域）地区）。

## 主な沿革
- 1948年2月 - 日本トラック協会設立。
- 1954年7月 - 運輸省（現在の国土交通省）より社団法人の認可を受ける。
- 1969年8月 - 日本トラック協会、全国陸運貨物協会、全国貨物運送事業組合連合会の3組織を一本化して社団法人全日本トラック協会設立。
- 1969年10月 - 第一回全国トラックドライバーコンテスト開催。
- 1990年12月 - 貨物運送事業者適正化事業の実施機関として運輸大臣の認可を受ける。同時に運行管理者試験事務の指定実施機関として指定を受ける（貨物自動車運送事業法の指定試験機関）。
- 2001年4月 - 運行管理者試験事務を運行管理者試験センターに移管。
- 2012年4月1日 - 公益社団法人に移行。
- 2014年7月 - 本部事務所を新宿エルタワーから全日本トラック総合会館へ移転。
- 2018年4月1日 - 公益財団法人貨物自動車運送事業振興センターを合併[1]。

## 提供番組
なし
過去
- ドライバーズ・リクエスト - TBSラジオをはじめとするJRN系列局で放送されていた。2003年4月〜2021年5月21日。
  - 同番組では全ト協の施策や事業紹介、また、1969年から開催している「トラックドライバーズコンテスト」の模様などが紹介されている。

## 都道府県トラック協会一覧
北海道ブロック
- （公社）北海道トラック協会
- （一社）札幌地区トラック協会
- （一社）函館地区トラック協会
- （一社）室蘭地区トラック協会
- （一社）旭川地区トラック協会
- （一社）十勝地区トラック協会
- （一社）釧路地区トラック協会
- （一社）北見地区トラック協会

東北ブロック
- （公社）青森県トラック協会
- （公社）岩手県トラック協会
- （公社）宮城県トラック協会
- （公社）秋田県トラック協会
- （公社）山形県トラック協会
- （公社）福島県トラック協会

関東ブロック
- （一社）茨城県トラック協会
- （一社）栃木県トラック協会
- （一社）群馬県トラック協会
- （一社）埼玉県トラック協会
- （一社）千葉県トラック協会
- （一社）東京都トラック協会
- （一社）神奈川県トラック協会
- （一社）山梨県トラック協会

北陸信越ブロック
- （公社）新潟県トラック協会
- （公社）長野県トラック協会
- （一社）富山県トラック協会
- （一社）石川県トラック協会

中部ブロック
- （一社）福井県トラック協会
- （一社）岐阜県トラック協会
- （一社）静岡県トラック協会
- （一社）愛知県トラック協会
- （一社）三重県トラック協会

近畿ブロック
- （一社）滋賀県トラック協会
- （一社）京都府トラック協会
- （一社）大阪府トラック協会
- （一社）兵庫県トラック協会
- （公社）奈良県トラック協会
- （公社）和歌山県トラック協会

中国ブロック
- （一社）鳥取県トラック協会
- （公社）島根県トラック協会
- （一社）岡山県トラック協会
- （公社）広島県トラック協会
- （一社）山口県トラック協会

四国ブロック
- （一社）徳島県トラック協会
- （一社）香川県トラック協会
- （一社）愛媛県トラック協会
- （一社）高知県トラック協会

九州ブロック
- （公社）福岡県トラック協会
- （公社）佐賀県トラック協会
- （公社）長崎県トラック協会
- （公社）熊本県トラック協会
- （公社）大分県トラック協会
- （一社）宮崎県トラック協会
- （公社）鹿児島県トラック協会
- （公社）沖縄県トラック協会